# Толидо (Орегон)
Вижте пояснителната страница за други значения на Толидо.
Толидо (на английски: Toledo) е град в окръг Линкълн, щата Орегон, САЩ. Толидо е с население от 3472 жители (2000) и обща площ от 6 km². Намира се на 18 m надморска височина. ЗИП кодът му е 97391, а телефонният му код е 541.